# دائه‌هیئون-دونگ (اولسان)
دائه‌هیئون-دونگ (اولسان) (به لاتین: Daehyeon-dong) یک منطقهٔ مسکونی در کره جنوبی است که در اولسان واقع شده‌است.